# Mickey Keating
Mickey Keating (nascut el 1990) és un director i escriptor de cinema nord-americà. El seu treball inclou Ritual, Pod, Darling , Carnage Park i Psicopaths.

## Carrera
Keating va fer una internada a Blumhouse quan era adolescent. El seu debut com a director de llargmetratges, la pel·lícula de terror Ritual, va ser produïda per Eric Fleischmann, un amic que també hi va ser un antic becari. Les seves dues pel·lícules següents, Pod, una pel·lícula de ciència-ficció i terror, i Darling, una pel·lícula de terror psicològic, es va rodar amb nou mesos d'interval; ambdues es van estrenar el 2015. Darling va ser produïda per Glass Eye Pix, on Keating també havia estat intern.  Per Carnage Park, una pel·lícula de terror neowestern estrenada el 2016, Fleischmann va tornar a produir. Descrivint Darling i Carnage Park, el crític de Charleston City Paper Kevin Young va escriure que mostren influències òbvies d'altres pel·lícules de terror, però les àmplies exploracions de Keating sobre les diferents pel·lícules de terror. els subgèneres el converteixen en un director prometedor. Katie Rife de The A.V. Club va escriure que tot i que Carnage Park és divertida, Keating ha d'anar més enllà d'un homenatge estilitzat per evitar el risc de ser etiquetat com a imitador.  La seva següent pel·lícula, Psychopaths, va completar la fotografia principal el març de 2016, i es va estrenar al Festival de Cinema de Tribeca el 20 d'abril de 2017. Crooks, una pel·lícula de robatoris, es va començar a rodar l'estiu del 2018. Offseason, una pel·lícula de terror, es va rodar el febrer de 2020.
Keating és l'amfitrió de The Core, una tertúlia produïda per Shudder i Uproxx on entrevista cineastes sobre el seu treball i juga amb efectes pràctics.

## Filmografia
- Ritual (2013)
- Pod (2015)
- Darling (2015)
- Carnage Park (2016)
- Psychopaths (2017)
- Offseason (2021)[9]